# NGC 6288
NGC 6288 في الفهرس العام الجديد، هي مجرة، تقع في كوكبة التنين. اكتشفت في 19 أغسطس 1884 بواسطة إدوارد د. سويفت.

## روابط خارجية
- NGC 6288 على موقع ويكي سكاي: DSS2, SDSS, GALEX, IRAS, Hydrogen α, X-Ray, Astrophoto, Sky Map, Articles and images